# Parantica weiskei
Parantica weiskei är en fjärilsart som beskrevs av Rothschild 1901. Parantica weiskei ingår i släktet Parantica och familjen praktfjärilar. IUCN kategoriserar arten globalt som livskraftig. Inga underarter finns listade i Catalogue of Life.